# David Sylvian
David Alan Batt (Beckenham, Kent, 23 de febrero de 1958), conocido artísticamente como David Sylvian, es un cantante, músico y compositor británico de diversos géneros musicales.
Se hizo conocido a finales de los años setenta y comienzos de los ochenta con la banda Japan, con la que empezó a experimentar musicalmente. Su posterior carrera solista fue descrita por el crítico Jason Ankeny como «una carrera esotérica y de largo alcance que abarca no sólo proyectos en solitario, sino también una serie de fascinantes actividades de colaboración». Su trabajo en solitario ha sido influenciado por una gran variedad de géneros y estilos musicales, que incluyen el jazz, el avant-garde, el ambient, la música electrónica, el rock progresivo o la música de cámara.

## Biografía
Nació en Beckenham, Kent, Inglaterra el 23 de febrero de 1958. Es el segundo hijo de un obrero constructor y una ama de casa. Un año después nació su hermano Steve, quien comparte con él los gustos por la música. 

### Formación de Japan
En 1969 comenzó a estudiar en la escuela secundaria de Catford (Catford Secondary School), donde conoció a Anthony Michaelides (luego Mick Karn) y Richard Barbieri. En 1974, aún en el colegio, forma, junto con Michaelides y su hermano menor Steve, una banda que haría giras por Londres, para así también ganar dinero.
En 1976, Sylvian y los otros, ya con Barbieri incluido, firman contrato con Hansa Records. Se graban demos, hasta que a finales de 1977, el grupo graba su primer álbum.
Durante un período de pocos años su música se volvió más sofisticada, recurriendo en primer lugar al art rock al estilo de Roxy Music. Su imagen visual fue evolucionando y fue etiquetada como New Romantic .De hecho, se podría argumentar que Japan estaba a la vanguardia de todo el movimiento New Romantic, aunque la banda nunca se asocia con él. Japan grabó cinco álbumes entre 1978 y noviembre de 1981. En 1980, firmaron con Virgin Records, donde permaneció Sylvian como artista de grabación durante los siguientes veinte años.
La banda sufrió enfrentamientos personales y creativos, especialmente entre Sylvian y Karn, y las tensiones surgen de la relación de Sylvian con Yuka Fujii, una fotógrafa, artista y diseñadora, y la exnovia de Karn. Fujii rápidamente se convirtió en una figura de influencia en la vida de Sylvian. Ella fue la primera en introducir a Sylvian en el jazz, que a su vez lo inspiró a seguir caminos musicales que aún no habían sido abiertos para él. También lo alentó a incorporar la disciplina espiritual en su rutina diaria a lo largo de su carrera en solitario, Fujii ha mantenido un papel muy importante en el diseño de las ilustraciones para sus álbumes.

## Como solista
En 1982, Sylvian lanzó su primera colaboración con Ryuichi Sakamoto, titulado "Bamboo Houses/Bamboo Music". 
También trabajó con Sakamoto en la canción que ocupó el Top 20 de Reino Unido "Forbidden Colours", para la película de 1983 Feliz Navidad, Mr. Lawrence de Nagisa Oshima.
Su álbum debut, Brilliant Trees (1984), fue aclamado por la crítica. Tuvo la colaboración de Ryuichi Sakamoto, el trompetista  Jon Hassell, y el bajista y miembro de Can Holger Czukay. 
En 1985, Sylvian lanzó un Miniálbum instrumental llamado Alchemy: An Index of Possibilities, en colaboración con Jansen, Hassell y Czukay, una grabación que, cuando fue relanzada en 2003, incluyó Steel Cathedrals.
El siguiente lanzamiento fue el ambicioso disco doble Gone to Earth (1986), que además burló la sabiduría convencional y comercial al presentar un registro de atmosféricas pistas vocales y un segundo disco de instrumentos ambientales. El álbum contiene contribuciones de notables guitarristas como Bill Nelson de Be-Bop Deluxe y Robert Fripp de King Crimson. 
Secrets of the Beehive (1987) tuvo un mayor uso de instrumentos acústicos y musicalmente fue orientado hacia las sombrías, emotivas baladas con relucientes arreglos de cuerda por Ryuichi Sakamoto y Brian Gascoigne. El álbum ha producido una de las canciones mejor recibidas de Sylvian "Orpheus", y fue apoyada más tarde por su primera gira en solitario 'In Praise of Shamans'.
Sin ajustarse a las expectativas comerciales, Sylvian entonces colabora con Holger Czukay. Plight and Premonition, dado a ver en 1988, y Flux and Mutability, grabado y lanzádo un año después, que también incluyó a los miembros de Can Jaki Liebezeit y Michael Karoli.
En 1990, Sylvian colaborado con los artistas Russell Mills y Ian Walton en elaborar multimedia de instalación utilizando la escultura, luz y sonido titulado Ember Glance - The Permanence of Memory. La exposición fue montada en el museo temporal 'Space FGO-Soko' en Tokyo Bay, Shinagawa.

### 1990: Rain Tree Crow
También en 1990, Sylvian se reunió con los exmiembros de Japan para un nuevo proyecto. A diferencia de sus trabajos anteriores, Sylvian decidió utilizar los métodos de la improvisación como los que exploró en su trabajo con Czukay.
Ingrid Chavez, una artista que firmó con Paisley Park Records, le envió una copia de su primer álbum. Le gustó lo que escuchó y pensó que su voz encajaría bien con algún material que tanto Ryuichi Sakamoto y él estaban trabajando para un nuevo lanzamiento. Chávez y Sylvian desarrollaron rápidamente una fianza y decidieron viajar juntos durante todo el Reino Unido y los EE. UU., donde finalmente se estableció después de casarse en 1992.

### 1993: con Robert Fripp
A principios de 1990, el guitarrista Robert Fripp, instó a Sylvian para unirse a una nueva versión de los incondicionales del rock progresivo King Crimson. Sylvian rechazó la invitación, pero él y Fripp grabaron el álbum The First Day lanzado en julio de 1993. El álbum mezcló canciones de contenido filosófico de Sylvian y los entrenamientos Funk y estilos de Rock más agresivos al estilo de algunos trabajos de King Crimson. Para capitalizar el éxito del álbum, los músicos volvieron a la carretera en el otoño de 1993.Una grabación en vivo, llamada Damage y lanzada en 1994, fue recogida para la muestra final de la gira.
La colaboración final de Sylvian y Robert Fripp fue la instalación Redemption – Approaching Silence. La exposición se celebró en el Centro de Arte y P3 para el Medio Ambiente en Shinjuku, Tokio, y salió de 30 de agosto a 18 de septiembre de 1994. La música de acompañamiento fue compuesta por Sylvian, con texto escrito y recitado por Fripp.
A finales del verano de 1995, Sylvian llevó a cabo una gira en solitario de un hombre que llamó 'Slow Fire - A Personal Retrospective.' 
Siguió un período de inactividad musical relativa, durante el cual Sylvian e Ingrid Chávez se trasladaron a Minnesota en Valle de Napa. Chávez había dado a luz a dos hijas, Ameera-Daya (nacido en 1993) e Isabelle (nacido en 1996), y continuó su interés por la fotografía y la música.

### 2000: Trabajo Reciente
En 1999, Sylvian lanzó su nuevo disco solista llamado Dead Bees on a Cake, donde se reunieron las influencias más eclécticas de todas sus grabaciones, que van desde soul a jazz fusion, de blues a cantos espiritales Orientales, y la mayoría de las letras de las canciones reflejan la paz interior del Sylvian de ahora de 41 años de edad, resultado de su matrimonio, la familia y las creencias. Entre los músicos invitados figuraban viejo amigo Ryuichi Sakamoto, el Tabla de formación clásica Talvin Singh, el guitarrista vanguardista  Marc Ribot, el trompetista de Jazz Kenny Wheeler, y el guittarrista de jazz contemporáneo Bill Frisell.
Siguiendo Dead Bees, Sylvian se separa Virngin y lanza su propio sello independiente Samadhi Sound. Después lanza el álbum Blemish. Una fusión de estilos, que incluyen Jazz y electrónica, la gira de Sylvian lo había habilitado para realizar la música de su proyecto Nine Horses , así también como una selección de su catálogo pasado.
El 14 de septiembre de 2009 lanzó Manafon en dos ediciones, el álbum fue aclamado por la crítica. Manafon incluye contribuciones de personalidades en como el saxofonista Evan Parker, el multinstrumentista Otomo Yoshihide, Christian Fennesz, Sachiko M y AMM el guitarrista Keith Rowe, percusionista Eddie Prévost y el pianista John Tilbury. Sylvian declaró sobre el álbum como "una completa forma moderna de música de cámara. Íntimo, dinámico, emotivo, democrático, económico"
En 2010 lanzó Sleepwalkers, una recopilación de colaboraciones de los ‘00s, en 2011 Died in the Pool, compuesto de variaciones sobre Manafon y en 2012 la recopilación A Victim of Stars 1982-2012.
En 2012 canceló la gira prevista, debido a problemas de salud.

## Discografía

### Japan
- (March 1978) Adolescent Sex
- (October 1978) Obscure Alternatives
- (December 1979) Quiet Life
- (November 1980) Gentlemen Take Polaroids
- (September 1981) Assemblage - compilation
- (November 1981) Tin Drum
- (June 1983) Oil On Canvas - live album
- (July 1984) Exorcising Ghosts - compilation
- (April 1991) Rain Tree Crow - same line-up as Japan
- (2006) The Very Best of Japan - compilation

### Solista y colaboraciones
- (1984) Brilliant Trees
- (1985) Alchemy: An Index of Possibilities
- (1986) Gone to Earth
- (1987) Secrets of the Beehive
- (1988) Plight & Premonition
- (1989) Flux and Mutability
- (1989) Weatherbox - Limited edition 5CD box set
- (1991) Rain Tree Crow
- (1991) Ember Glance : The Permanence Of Memory
- (1993) The First Day
- (1993) Darshan (The Road To Graceland)
- (1994) Damage: Live
- (1999) Dead Bees on a Cake
- (1999) Approaching Silence
- (2000) Everything and Nothing
- (2002) Camphor
- (2003) Blemish
- (2003) World Citizen
- (2005) The Good Son vs. The Only Daughter (The Blemish Remixes)
- (2005) Snow Borne Sorrow by Nine Horses
- (2007) Money for All by Nine Horses
- (2007) When Loud Weather Buffeted Naoshima
- (2009) Manafon
- (2010) Sleepwalkers
- (2011) Died in the Wool
- (2012) A Victim of Stars 1982-2012

### Contribuciones
Esta es una lista incompleta.
- (1982) "Good Night" on Ai Ga Nakucha Ne by Akiko Yano
- (1983) "Forbidden Colours" on Merry Christmas Mr Lawrence soundtrack by Ryuichi Sakamoto
- (1986) "Some Small Hope" on Hope In A Darkened Heart by Virginia Astley
- (1987) "Buoy" and "When Love Walks In" on Dreams Of Reason Produce Monsters by Mick Karn
- (1991) "Heartbeat (Returning To The Womb)" and "Cloud #9" on Heartbeat by Ryuichi Sakamoto
- (1992) "To A Reason" and "Victim Of Stars" on Sahara Blue by Hector Zazou
- (1995) "Come Morning", "The Golden Way" and "Maya" on Marco Polo by Nicola Alesini & Pier Luigi Andreoni
- (1995) "Ti Ho Aspettato (I Have Waited For You)" on L'Albero Pazzo by Andrea Chimenti
- (1996) "How Safe Is Deep?" on Undark:Strange Familiar by Russell Mills
- (1998) "Salvation" on Discord by Ryuichi Sakamoto
- (1999) "Rooms Of Sixteen Shimmers" on Pearl And Umbra by Russell Mills
- (2000) "Forbidden Colours" on Cinemage by Ryuichi Sakamoto
- (2001) "Zero Landmine" on Zero Landmine by No More Landmine featuring Ryuichi Sakamoto and Various Artists
- (2001) "Sugarfuel" on Bold by Readymade FC
- (2001) "Linoleum" on The Attraction to All Things Uncertain by Tweaker
- (2004) "World Citizen (I Won't Be Disappointed)" on Chasm by Ryuichi Sakamoto
- (2004) "Transit" on Venice by Fennesz
- (2004) "Pure Genius" on 2 a.m. Wakeup Call by Tweaker
- (2004) "Late Night Shopping (remix)" by Fennesz
- (2004) "Messenger" on The Secret Society Of Butterflies by Blonde Redhead
- (2004) "Exit/Delete" on Coieda by Takagi Masakatsu
- (2004) "For The Love Of Life (Ending Theme Full Version)" on "Monster - Original Soundtrack" by 配島邦明
- (2005) "The Librarian" on Out In The Sticks by Burnt Friedman & Jaki Liebezeit
- (2005) "A Fire In The Forest" (Remix) on Babilonia by Readymade FC
- (2006) "Angels" on Crime Scenes by Punkt
- (2006) "World Citizen - I Won't Be Disappointed" on Babel soundtrack by Gustavo Santaolalla
- (2007) "Playground Martyrs" and "Ballad Of A Deadman" on Slope by Steve Jansen
- (2008) "Honor My Wishes" and "No Question" on To Survive by Joan As Police Woman
- (2008) "Before And Afterlife" and "Thermal" on Cartography by Arve Henriksen
- (2009) "Jacqueline" on The Believer -The 2009 Music Issue-
- (2025) "cosa rara" on cosa rara (Single) by Lucrecia Dalt